# Oscuro animal
Oscuro animal es una película dramática colombiana de 2016 dirigida y escrita por Felipe Guerrero y protagonizada por Marleyda Soto, Luisa Vides y Jocelyn Meneses. Fue seleccionada como la cinta representativa de Colombia en la categoría "mejor película en idioma extranjero" en la versión No. 89 de los Premios de la Academia, pero finalmente no entró en la lista de nominados.

## Sinopsis
Tres mujeres deben escapar desde la selva hasta la ciudad para alejarse de la guerra que azota los territorios rurales en Colombia. Las tres llegarán a la capital colombiana para tratar de reiniciar sus vidas, en un entorno que es completamente ajeno a su realidad y costumbres.

## Reparto
- Marleyda Soto como Rocío.
- Luisa Vides como Nelsa.
- Jocelyn Meneses como La Mona.
- Josué Quiñones como Reyes.